# Rigas Velestinlis

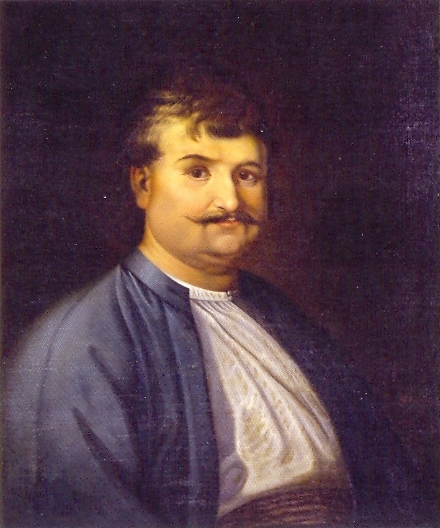
Rigas Velestinlis

Rigas Velestinlis (în greaca modernă Ρήγας Βελεστινλής) sau Rigas Feraios (Ρήγας Φεραίος) mai rar, Rigas Constantinos, s-a născut în 1757 în satul Velestino, prefectura Magnesia, regiunea Tesalia, în apropierea anticului Pherae (din care derivă Feraios) și a decedat la Belgrad, în 13 iunie 1798; a fost un scriitor, cărturar și revoluționar grec, figură eminentă a iluminismului grec și precursor al războiului grec de independență. Aromânii susțin că el a fost aromân fărșerot cu numele Riga Fereul.
Fiu al unui mic negustor, a studiat la Zagora, apoi, din motive necunoscute, a plecat din Tesalia la Constantinopol. Acolo și-a continuat studiile și a intrat în slujba fanarioților. L-a însoțit ca secretar pe Alexandru Ipsilanti când acesta a devenit domnitor în Țara Românească. După plecarea lui Ipsilanti, și-a continuat pregătirea învățând mai multe limbi, într-un final devenind slujitorul noului domnitor, Nicolae Mavrogheni. Când a izbucnit războiul între otomani și Rusia Imperială în 1787, a fost însărcinat cu inspecția trupelor din Craiova. Aici, a legat o prietenie strânsă cu un ofițer turc, Osman Pazvantoğlu, care avea să devină celebrul pașă rebel de Vidin, a cărui viață a salvat-o de la răzbunarea domnitorului Nicolae Mavrogheni.
În 1796 Rigas Velestinlis a plecat la Viena.
Influențat de ideile Revoluției Franceze a ajuns să creadă că ceva similar ar putea avea loc și în Balcani, având ca rezultat autodeterminarea populațiilor din Balcani asuprite de Imperiul Otoman. Feraios a depus eforturi pentru o întâlnire între episcopii greci și liderii de gherilă.
Operele politice în serviciul democrației, libertății și independenței popoarelor balcanice asuprite de otomani, cum sunt Thourios sau Noua constituție politică l-au făcut să fie considerat un adevărat pionier în lupta pentru independența Greciei. Din cauza activităților sale politice, a fost arestat în decembrie 1797 la Trieste de către autoritățile austriece și predat turcilor. A murit sugrumat și aruncat de turci în Dunăre, la Belgrad, în noaptea de 24 iunie 1798. 